# Teatre cortesà del Renaixement
El teatre cortesà és aquella pràctica escènica cortesana que produeix el tipus d'espectacle que es gaudeix a la cort. Les representacions, concebudes per a un públic selecte, són fastuoses i grandiloqüents, i barregen música, dansa i teatre.
A la Corona d'Aragó aquest gènere s'introdueix primerament a València, procedent del Regne de Nàpols, focus de modernitat de l'època. D'allà arriba un escenografia humanística que es basa en l'estudi dels tractats romans i les obres clàssiques.
Durant el Renaixement era usual barrejar diverses llengües en una mateixa peça dramàtica, sobretot en les destinades a un públic culte i aristòcrata. Molts autors castellans escriuen obres bona part de les quals és en català, com en la comèdia Serafina, de Torres Naharro, l'exemple més antic en què es fa servir aquest idioma en una obra dramàtica d'autor. També en l'àmbit cortesà es representa l'any 1525 al Palau de l'Arquebisbe de València la farsa bilingüe La Vesita, de Joan Ferrandis d'Herédia, considerada, ja en el seu moment, la millor farsa escrita en la seva època a la península Ibèrica.